# Qu Bo (futbolista)
Qu Bo (en chino: 曲波; pinyin: Qū Bō; nacido el 15 de julio de 1981 en Tianjin) es un exfutbolista y actual entrenador chino. Jugaba de delantero y de extremo, su último club fue el Tianjin Teda de China. Actualmente se desempeña como asistente técnico en la selección de fútbol sub-17 de China.
Qu desarrolló su carrera entre clubes de su nación local, de los que se pueden destacar Qingdao Jonoon y Guizhou Renhe. Además, fue internacional absoluto por la Selección de fútbol de China y disputó la Copa Mundial de la FIFA 2002.

## Trayectoria

### Clubes como futbolista
| Club           | País  | Año       |
| -------------- | ----- | --------- |
| Qingdao Jonoon | China | 2000-2009 |
| Guizhou Renhe  | China | 2010-2014 |
| Qingdao Hainiu | China | 2014-2015 |
| Tianjin Teda   | China | 2016      |

### Selección nacional como futbolista
| Selección | País  | Año       |
| --------- | ----- | --------- |
| Sub-20    | China | 2000-2001 |
| Absoluta  | China | 2001-2013 |

### Selección nacional como entrenador
| Selección          | País  | Año           |
| ------------------ | ----- | ------------- |
| Sub-17 (asistente) | China | 2018-presente |

## Estadísticas

### Como futbolista

#### Selección nacional

##### Goles internacionales
| #  | Fecha                    | Lugar                                                      | Oponente       | Gol | Resultado | Competición                                          |
| -- | ------------------------ | ---------------------------------------------------------- | -------------- | --- | --------- | ---------------------------------------------------- |
| 1  | 27 de enero de 2001      | Oakland-Alameda County Coliseum, Oakland, Estados Unidos   | Estados Unidos | 1–2 | 1–2       | Amistoso                                             |
| 2  | 6 de mayo de 2001        | Estadio Lambert, Nom Pen, Camboya                          | Camboya        | 2–0 | 4–0       | Clasificación para la Copa Mundial de Fútbol de 2002 |
| 3  | 13 de octubre de 2001    | Estadio Wulihe, Shenyang, China                            | Catar          | 2–0 | 3–0       | Clasificación para la Copa Mundial de Fútbol de 2002 |
| 4  | 12 de diciembre de 2002  | Estadio Nacional de Baréin, Manama, Baréin                 | Baréin         | 2–2 | 2–2       | Amistoso                                             |
| 5  | 21 de octubre de 2007    | Estadio Century Lotus, Foshan, China                       | Birmania       | 1–0 | 7–0       | Clasificación para la Copa Mundial de Fútbol de 2010 |
| 6  | 21 de octubre de 2007    | Estadio Century Lotus, Foshan, China                       | Birmania       | 7–0 | 7–0       | Clasificación para la Copa Mundial de Fútbol de 2010 |
| 7  | 27 de enero de 2008      | Estadio Tianhe, Cantón, China                              | Siria          | 1–0 | 2–1       | Partido amistoso                                     |
| 8  | 15 de marzo de 2008      | Centro Deportivo Kunming Tuodong, Kunming, China           | Tailandia      | 1–0 | 3–3       | Partido amistoso                                     |
| 9  | 23 de abril de 2008      | Los Angeles Memorial Coliseum, Los Ángeles, Estados Unidos | El Salvador    | 2–2 | 2–2       | Partido amistoso                                     |
| 10 | 17 de diciembre de 2008  | Complejo Deportivo del Sultán Qaboos, Mascate, Omán        | Omán           | 1–1 | 1–3       | Partido amistoso                                     |
| 11 | 14 de enero de 2009      | Estadio Internacional de Alepo, Alepo, Siria               | Siria          | 1–3 | 2–3       | Clasificación para la Copa Asiática 2011             |
| 12 | 18 de julio de 2009      | Estadio Olímpico de Tianjin, Tianjin, China                | Palestina      | 1–0 | 3–1       | Partido amistoso                                     |
| 13 | 30 de septiembre de 2009 | Estadio Popular de Hohhot, Hohhot, China                   | Botsuana       | 2–0 | 4–1       | Partido amistoso                                     |
| 14 | 14 de noviembre de 2009  | Estadio Municipal de Beirut, Beirut, Líbano                | Líbano         | 2–0 | 2–0       | Clasificación para la Copa Asiática 2011             |
| 15 | 14 de febrero de 2010    | Estadio Olímpico de Tokio, Tokio, Japón                    | Hong Kong      | 1–0 | 2–0       | Campeonato de Fútbol del Este de Asia 2010           |
| 16 | 14 de febrero de 2010    | Estadio Olímpico de Tokio, Tokio, Japón                    | Hong Kong      | 2–0 | 2–0       | Campeonato de Fútbol del Este de Asia 2010           |
| 17 | 26 de junio de 2010      | Centro Deportivo Kunming Tuodong, Kunming, China           | Tayikistán     | 3–0 | 4–0       | Amistoso                                             |
| 18 | 28 de julio de 2011      | Nuevo Estadio Nacional de Laos, Vientián, Laos             | Laos           | 1–0 | 6–1       | Clasificación para la Copa Mundial de Fútbol de 2014 |

##### Participaciones en fases finales
| Torneo                                     | Sede                  | Resultado        | Partidos | Goles |
| ------------------------------------------ | --------------------- | ---------------- | -------- | ----- |
| Campeonato Mundial Juvenil de la FIFA 2001 | Argentina             | Octavos de final | 4        | 2     |
| Copa Mundial de Fútbol de 2002             | Corea del Sur / Japón | Primera fase     | 3        | 0     |
| Copa Asiática 2011                         | Catar                 | Primera fase     | 2        | 0     |

## Palmarés

### Club
Qingdao Jonoon
- Copa FA de China: 2002

Renhe Guizhou
- Copa FA de China: 2013[2]
- Supercopa de China: 2014

### Internacional
Selección de fútbol de la RP China
- Campeonato de Fútbol de Asia Oriental: 2010

### Individual
- Jugador joven del año de la Asociación China de Fútbol: 2000
- Equipo del año de la Superliga de China: 2009

## Vida personal
Se casó con Zhu Yanxiang (朱燕翔) el 11 de noviembre de 2011, y juntos tienen un hijo llamado Qu Jiahe (曲嘉禾).